# Harkwesp
De harkwesp (Bembix rostrata) is een vliesvleugelig insect uit de familie van de graafwespen (Crabronidae). De wetenschappelijke naam van de soort werd in 1758 in de tiende editie van Systema naturae als Apis rostrata gepubliceerd door Linnaeus.
De harkwesp jaagt voornamelijk op vliegende insecten als dazen en zweefvliegen. Het dier dankt zijn naam aan het 'aanharken' van het zand bij de opening van het nest. Het dier heeft sterk met doornen bezette poten en een snuitvormige gele bovenlip.
Zowel bij de mannetjes als de vrouwtjes varieert de lengte van 13 tot 25 mm.

## Insect van het jaar 2025
In 2025 werd de harkwesp verkozen tot insect van het jaar.